# Therme Bad Wörishofen
Koordinaten: 48° 1′ 12″ N, 10° 35′ 30″ O
Die Therme Bad Wörishofen ist ein Thermalbad im Kneippkurort Bad Wörishofen im schwäbischen Landkreis Unterallgäu. 
Das Mindestalter für den Zutritt zu dem Thermen- und Saunabereich liegt grundsätzlich bei 16 Jahren. Lediglich am Samstag von 9 bis 19 Uhr sind auch Kinder zugelassen. Das Sportbad hat keine Altersbegrenzung.

## Geschichte

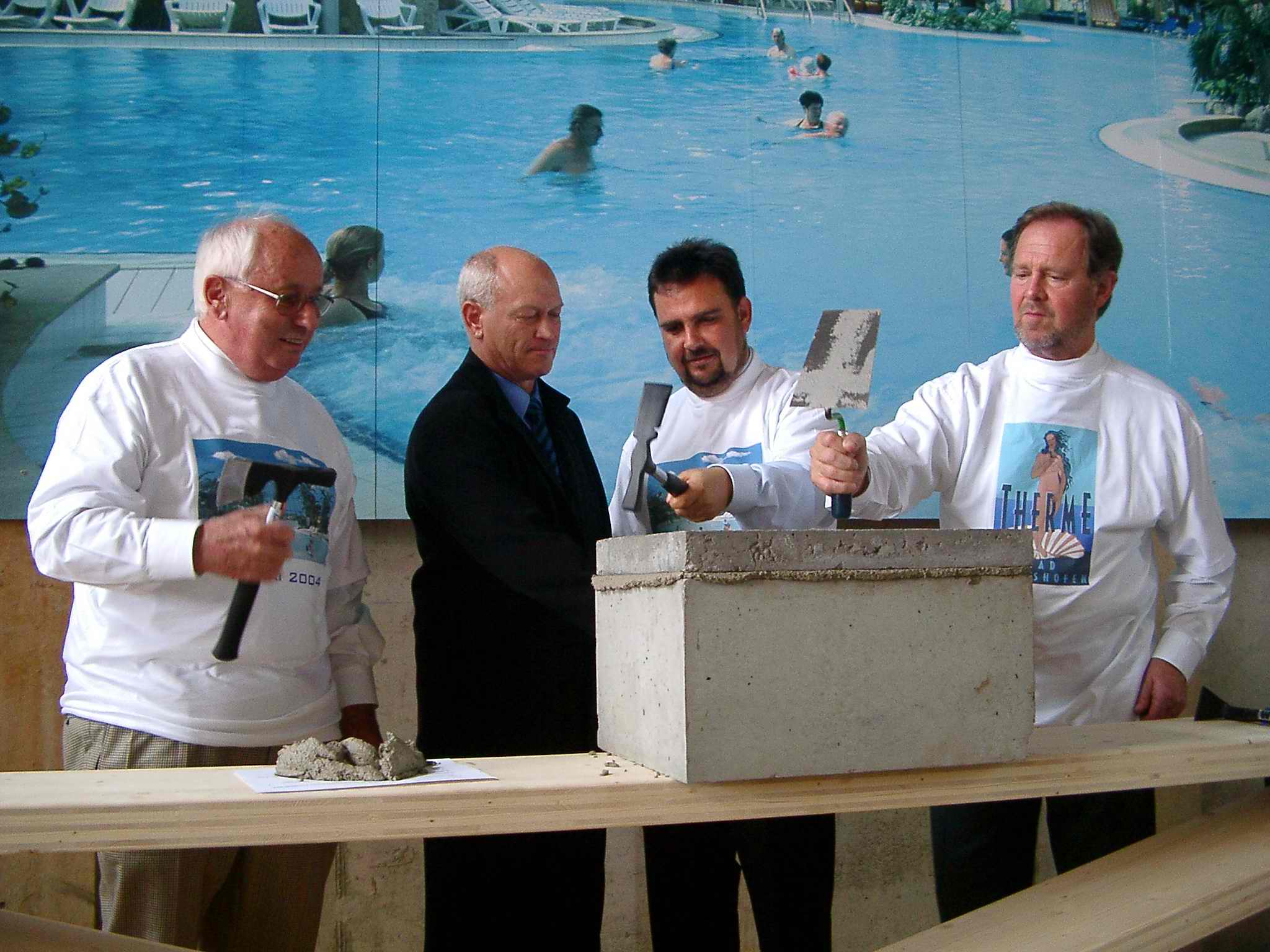
Grundsteinlegung mit (v.l.) Erwin Singer, Josef Wund, Klaus Holetschek und Hermann Haisch

Erste Überlegungen, in Bad Wörishofen ein Thermalbad zu errichten, gehen bis auf das Jahr 1994 zurück. Als 1998 diese Pläne konkreter wurden, gab es in der Kurstadt Auseinandersetzungen zwischen Befürwortern und Gegnern des Projekts, welche eine „Verwässerung“ der Kneippkur befürchteten. Im Mai 1999 wurde im Stadtrat ein Bebauungsplan verabschiedet, welcher den Bau eines Thermalbades ermöglichen sollte, gleichwohl aber die Errichtung von Hotels und ähnlichem in unmittelbarer Nähe ausschloss.
Grundsätzlich stießen die Pläne zur Errichtung einer Therme vor Ort auf Skepsis; am 10. November 1999 übergaben die Initiatoren eines Bürgerbegehrens dem Bürgermeister 1.220 Unterschriften für ihre Forderung, dass sich die Kommune nicht finanziell am Bau oder Betrieb des künftigen Bades beteiligen solle. In seiner darauffolgenden Sitzung fasste der Stadtrat den Beschluss, dem Bürgerbegehren zu entsprechen. Gleichwohl trat die Stadt der zuvor gegründeten „GmbH zur Förderung der Kur und des Tourismus im Kneippland Unterallgäu sowie zur Entwicklung und Vorbereitung eines Thermalbades im Bereich der Stadt Bad Wörishofen“ bei.
Zwischenzeitlich gab es auch Überlegungen von Investoren, das Thermalbad in der nahegelegenen Ostallgäuer Stadt Buchloe und nicht in Bad Wörishofen zu errichten.
Im Februar 2001 stellte der Investor Josef Wund seine Pläne für die Errichtung des Thermalbades dem Bad Wörishofer Stadtrat vor. Mitte Februar wurde dann der Bauantrag im Landratsamt Unterallgäu eingereicht.
Der erste Spatenstich fand am 12. Juli 2001 in Anwesenheit von Staatsminister Erwin Huber, MdL, Landrat Hermann Haisch, MdB Klaus Holetschek und Bürgermeister Erwin Singer sowie des Bauherrn Josef Wund statt.
Der Bau gestaltete sich schwierig, da erst eine meterdicke Humusschicht abgetragen und mit insgesamt 32.000 Kubikmetern Kies aufgeschüttet werden musste. Im September 2001 waren die Arbeiten nach einer Verfügung des Landratsamtes teilweise eingestellt worden, da ein aufgeschütteter Wall am Studtweidbach nicht genehmigt worden war.
Die vollständige Baugenehmigung wurde im August 2002 erteilt, der offizielle Baubeginn war Ende September desselben Jahres. Nach Abschluss der Vorarbeiten wurde am 30. Mai 2003 die offizielle Grundsteinlegung gefeiert.
Der Hebauf (Richtfest) fand am 22. Oktober 2003 statt, als die 260 Tonnen schwere Kuppel auf die Stahlkonstruktion des Bades gesetzt wurde. Die offizielle Eröffnung fand am 1. Mai 2004 statt.

## Architektur
Eine architektonische Besonderheit sind die Glaskuppeln im Thermen- und Saunabereich mit einer Höhe von 18 m in der Therme (Gewicht 260 t) und 10 m im Saunaparadies (Gewicht 105 t).

## Thermalwasser
Die Thermalquelle der Therme ist staatlich anerkannt und wird auf dem Thermengrundstück aus einer Tiefe von 1100 m gefördert. Die Fördertemperatur liegt bei 37 °C; die Hauptinhaltsstoffe sind Iodid, Fluorid und Sole. Die Gesamtwasserfläche beträgt 1400 m², verteilt auf 16 Becken.

## Themenbereiche
Die Therme enthält drei Bereiche: den Thermalbereich, den Saunabereich sowie das Sportbad.

### Thermalbereich
Der Thermalbereich umfasst ca. 5000 m² und verfügt über 10 Becken. Neben den mit Thermalwasser gefüllten Becken gibt es welche mit calcium-, jod-, schwefel-, selen- und solehaltigem Wasser sowie zwei Kneippbecken und zwei Whirlpools. Ergänzt wird das Angebot durch einen Infrarot-Liegebereich, Infrarot-Wärmekabinen, drei Farbtherapieräume, eine Textilsauna und zwei Dampfbäder.

### Saunabereich
Der 2000 m² große Saunabereich „SPA Juwel Saunaparadies“ bietet unter anderem elf thematisierte Saunen, ein Dampfbad, ein Innen- und Außenbecken sowie einen Whirlpool.

### Sportbad
Das Sportbad ist an die Therme angegliedert und verfügt über ein Lehrschwimmbecken, ein Kleinkinderbecken, eine 25 m lange Breitrutsche, eine 20 m lange Kinderrutsche sowie ein 25-m-Schwimmerbecken. Der 140 m lange Wildwassercanyon im Freigelände wurde im September 2011 aufgrund eines technischen Defekts geschlossen und seitdem nicht mehr in Betrieb genommen.

## Auszeichnungen
- 2007: 3. Platz im Branchen-Ranking bei der Spaßbad-Thermenstudie 2007 der Ludwig-Maximilians-Universität München[21]